# Movimento Repubblicani Europei
Il Movimento Repubblicani Europei (MRE) è un partito politico italiano di ispirazione repubblicana,  stabilmente collocato nel centro-sinistra.
Scissosi il 6 marzo 2001 dal Partito Repubblicano Italiano per iniziativa di Giuseppe Ossorio e Luciana Sbarbati, in dissenso con la scelta di aderire al centro-destra della Casa delle Libertà, si costitusce ufficialmente il 21 ottobre seguente. 
Il 27 febbraio 2011, durante il 46º congresso del PRI, la frattura si ricompone e il MRE confluisce nuovamente nel Partito Repubblicano, salvo essere rilanciato nel 2020.

## Storia
Il MRE partecipa alla fondazione dell'Ulivo e prese parte della coalizione delL'Unione. In sede europea è membro del Partito dell'Alleanza dei Liberali e dei Democratici per l'Europa e all'interno del Parlamento europeo  ha partecipato all'omonimo gruppo politico.
Le sue radici  sono nella storia dei repubblicani italiani e in quella delle sue figure maggiormente rappresentative, Giuseppe Mazzini, Giovanni Spadolini ed Ugo La Malfa. Quest'ultimo definì il Partito Repubblicano Italiano come laico, di sinistra democratica non marxista. Si batteva per una visione marcata della laicità dello Stato. Nel quadro della ricomposizione delle forze della sinistra laica italiana, il 14 ottobre 2007 ha aderito alle elezioni primarie del Partito Democratico, ma il 27 aprile 2010 ha scelto di abbandonarlo per aderire alla Costituente di Centro e avvicinarsi all'UdC, nell'ottica della ricostruzione di un nuovo centro liberal-democratico. Aderisce quindi al Polo della Nazione. Nel febbraio 2011 si completa il percorso di riunificazione al PRI.

### La scissione dal PRI
A gennaio del 2001 il XLII congresso del Partito Repubblicano Italiano, svoltosi a Bari, decide di dichiarare conclusa l'alleanza con l'Ulivo per aderire alla nascente Casa delle Libertà, coalizione guidata da Silvio Berlusconi che poi vincerà le elezioni politiche di quell'anno.
Contraria a questa decisione, una delle aree della sinistra del partito, guidata da Luciana Sbarbati, decide di contestare formalmente la determinazione del congresso anche per vie legali, sostenendo che, nella scelta del Pri, non fossero stati rispettati i meccanismi previsti dallo statuto del partito. Il Tribunale di Roma, tre anni più tardi, annulla temporaneamente gli atti di quel congresso, successivamente il Pri confermerà, con il congresso di Fiuggi, la propria adesione alla CdL ed il tribunale di Roma darà definitivamente ragione al PRI, confermando la validità del congresso di Bari.
La formazione, sebbene sprovvista di un'organizzazione territoriale, decise di presentare una sua lista alle politiche 2001,  limitatamente alla circoscrizione delle Marche, regione di provenienza della Sbarbati, dove ottenne circa 8 000 voti (lo 0,8% a livello regionale).
Da questo momento si intensificano i rapporti con i partiti del centro-sinistra che si ritrovano all'opposizione dei governi Berlusconi.
Il 20 febbraio 2008, il MRE rinuncia al ricorso contro la sentenza con cui il tribunale di Roma respingeva la richiesta, fatta dallo stesso Movimento, di annullamento del congresso di Bari del 2001 del Partito Repubblicano Italiano.

### L'Ulivo e il progetto europeo
L'ingresso a pieno titolo del movimento nei circuiti della politica nazionale avviene nel 2004, quando il MRE aderisce all'appello di Romano Prodi sulla costituzione di una casa comune dei riformisti che dia un nuovo slancio alla politica europea. L'obiettivo di Prodi è quello di aggregare più soggetti politici sotto l'unico simbolo dell'Ulivo: al progetto, che sarà chiamato anche "triciclo", aderiscono i Democratici di Sinistra, la Margherita, i Socialisti Democratici Italiani) e i Repubblicani Europei.
Pertanto il movimento partecipa alla formazione della lista Uniti nell'Ulivo alle elezioni europee del 2004, consentendo l'elezione di Luciana Sbarbati al Parlamento europeo. Il movimento ripeterà questa esperienza unitaria anche alle successive elezioni regionali del 2005, all'indomani di un nuovo evento politico: la costituzione di quei soggetti politici nella Federazione dell'Ulivo, istituita il 26 febbraio 2005, all'interno della quale il MRE conta 5 delegati su 100 membri direttivi.
Nel frattempo, la coalizione di centro-sinistra si dà un nuovo nome, L'Unione, e decide di organizzare delle consultazioni primarie per la scelta del candidato premier, che si svolgono il 16 ottobre 2005: il MRE, come gli altri partiti della Federazione dell'Ulivo, sostiene Romano Prodi, che si impone con il 74,1% dei voti, ricevendo l'investitura ufficiale.

### Controversia sul simbolo e nuove adesioni
Nel gennaio 2006 arriva una nuova sentenza del Tribunale di Roma che vieta al Movimento Repubblicani Europei l'utilizzo contemporaneo della parola "repubblicani" e delle foglie d'edera, in quanto prerogativa del Partito Repubblicano Italiano. Successivamente una sentenza di grado ulteriore dà ragione alla posizione del MRE, che comunque opera un cambio di simbolo, eliminando la descrizione "Repubblicani Europei" e posizionando soltanto la sigla "MRE" sotto le cinque foglie d'edera.
Il 7 febbraio 2006, dopo aver raggiunto l'adesione di tre membri della Camera dei deputati, il Mre può costituire una componente autonoma all'interno del gruppo misto parlamentare. Si tratta di Carla Mazzuca Poggiolini, proveniente dalla Margherita, Ciro Falanga, eletto con Forza Italia, e Giorgio Bogi, proveniente dai DS.

### Lo strappo sul programma dell'Unione
Intanto la coalizione si prepara alle nuove elezioni politiche e, mentre i Socialisti Democratici Italiani decidono di abbandonare il progetto unitario dell'Ulivo per proporsi su un altro fronte, l'intesa assume il carattere di fondamento di un futuro "Partito Democratico" e si solidifica sempre più come alleanza bipartita fra DS e Margherita.
Si decide di presentare la lista unitaria dell'Ulivo nella competizione per la Camera dei deputati, che costituisca l'asse portante dell'intera coalizione. Il MRE, in questa fase, si sente emarginato dal progetto, tanto che i suoi rappresentanti - come denuncerà la stessa Sbarbati - non vengono nemmeno invitati all'inaugurazione della nuova sede dell'Ulivo.
Così, l'11 febbraio 2006, quando l'Unione presenta il suo programma elettorale, i Repubblicani europei decidono di non sottoscriverlo e di sospendere la loro partecipazione alle iniziative elettorali della coalizione, contestando questo carattere di cartello elettorale a due fra Ds e Dl.
Lo strappo viene ricucito pochi giorni dopo, quando Romano Prodi afferma: "Non vi è Ulivo se non vi è la rappresentanza del pensiero laico repubblicano in quanto parte fondativa dell'Ulivo stesso e protagonista del cammino comune verso la formazione del Partito Democratico".

### Le elezioni politiche del 2006
Alle elezioni politiche, il MRE partecipa alla formazione delle liste dell'Ulivo alla Camera, dove viene eletto il suo unico rappresentante parlamentare, Adriano Musi. Al Senato, si presenta autonomamente in otto regioni, raggiungendo risultati sconfortanti, circa 51 000 voti e lo 0,15%. Il dato più alto è quello nelle Marche (regione di provenienza della leader Sbarbati) con l'1,1%.
Dopo la formazione del nuovo governo, il movimento tiene un consiglio nazionale nel quale chiede di accelerare la costituzione del partito unitario. In questa fase, è in polemica con Romano Prodi ed il nuovo governo per la sua esclusione dalla formazione dell'esecutivo.
Da questo momento, il MRE abbraccia il tema del riconoscimento della "pari dignità" all'interno del progetto del Partito Democratico, evoluzione del progetto dell'Ulivo al quale i repubblicani intendono partecipare per portarvici all'interno il contributo del settore liberale, laico e progressista.

### Il 2º Congresso e i rapporti col PD
Il 21 e 22 ottobre 2006 si svolge il secondo congresso nazionale del MRE, che approva la relazione del segretario nazionale Sbarbati, che rilancia il Partito Democratico come un "nuovo soggetto politico di estrazione laica, cattolica, socialista, riformatrice". Il MRE stabilisce che suo obiettivo strategico è la costruzione del PD, dove non intende confluire in modo anonimo e indistinto ma esserne artefice e cofondatore.
Tra gli obiettivi fissati dal congresso c'è anche quello di riunificare la comune cultura repubblicana nel centro-sinistra, passando mazzinianamente dal pensiero globale all'azione globale.
In occasione della crisi alla quale va incontro il Governo Prodi nel febbraio 2007, il MRE conferma il proprio appoggio al governo pur riservandosi di valutare volta per volta l'applicazione delle indicazioni politico-legislative derivanti dall'attuazione dei nuovi punti programmatici.
Il 30 luglio 2007 si consuma lo strappo del movimento con le due maggiori forze costitutive del PD, i Democratici di Sinistra e la Margherita: il consiglio nazionale del partito delibera di bloccare la sua partecipazione alla costruzione del Partito Democratico, decidendo di non partecipare alle primarie per l'elezione del segretario nazionale del nuovo partito. Già in una riunione del comitato promotore del PD (composto da 45 esponenti tra cui Luciana Sbarbati), la stessa leader del MRE aveva abbandonato la seduta rifiutandosi di approvare il regolamento delle primarie, accusato di voler mantenere gli apparati dei due partiti, DS e DL.
Ad orientare la discussione verso la non partecipazione alla nascita del PD è stata Luciana Sbarbati, la cui relazione ha ottenuto due soli voti contrari.
(Luciana Sbarbati)

### Nel PD
Nel settembre 2007 Luciana Sbarbati ha annunciato che l'MRE parteciperà al processo costituente del Partito Democratico
Il Consiglio nazionale del 22 settembre approva quasi all'unanimità la proposta che il MRE sostenga la lista "Democratici per Veltroni", partecipando con propri candidati alla consultazione del 14 ottobre. A queste decisioni si oppongono i sostenitori della mozione di minoranza "Autonomia repubblicana".
Per le elezioni politiche del 2008 il movimento presenta alcuni dei propri candidati nelle liste del Partito Democratico. Vengono eletti 2 senatori: Luciana Sbarbati e Adriano Musi.

### L'adesione alla Costituente di Centro

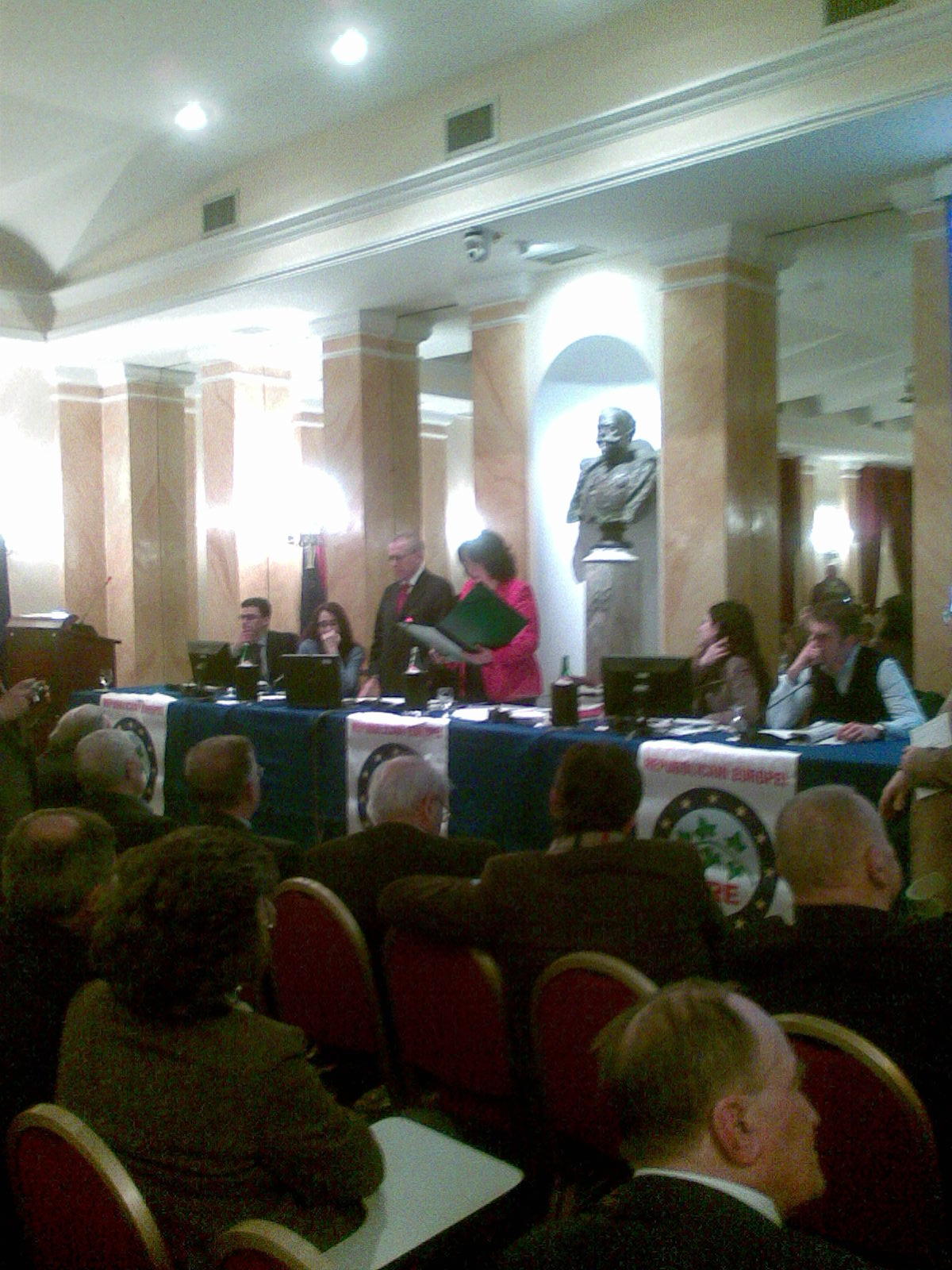
Luciana Sbarbati legge il documento comune Pri-Mre, 28 febbraio 2009

All'indomani della modifica della legge elettorale per le elezioni europee, che prevede lo sbarramento al 4%, la Sbarbati torna a dialogare con il Partito Repubblicano Italiano guidato da Francesco Nucara. La conferma di questo riavvicinamento è dato dall'intervista concessa dalla senatrice a La Voce Repubblicana del 27 febbraio 2009. In questa intervista, la Sbarbati lascia intendere che è giunto il momento del riavvicinamento:
La decisione ora spetta al III congresso del Movimento dei Repubblicani Europei che si svolge a Roma tra 28 febbraio e 1º marzo 2009. Nel corso della prima giornata del congresso del Movimento dei Repubblicani Europei è presente una delegazione del Partito Repubblicano Italiano. Al termine dell'intervento di saluto del segretario del PRI Francesco Nucara, viene letto un documento comune nel quale le due forze politiche si impegnano a prendere posizioni comuni nei due rami del Parlamento. Il processo di riunificazione è avviato..

#### La svolta centrista
Il 17 aprile 2010 il MRE ha lasciato il PD. Il 28 aprile aderisce alla Costituente di Centro, in virtù della volontà di ricomporre la diaspora dei repubblicani in un centro liberal democratico. L'altro senatore repubblicano, però, Adriano Musi, sceglie di restare nel Pd.
Il 19 giugno 2010, durante un convegno, alla presenza del leader Udc Pier Ferdinando Casini e del presidente dell'Api Francesco Rutelli, il Movimento Repubblicani Europei ha ufficializzato l'adesione al progetto del Partito della Nazione. La Sbarbati ha dichiarato al riguardo:
Per questo, insieme all'Unione di Centro, sceglie di aderire al Polo della Nazione, in cui ritroverà anche altri esponenti repubblicani, liberal-democratici e laici come Giorgio La Malfa, Paolo Guzzanti, Daniela Melchiorre e Italo Tanoni.

### Riunificazione con il PRI
Il XLVI congresso nazionale del PRI, svoltosi a Roma il 25, 26 e 27 febbraio 2011, ha sancito il definitivo ricongiungimento di MRE e Repubblicani democratici con il PRI, senza però sciogliersi ufficialmente.

#### La dissidenza di sinistra
Una parte del movimento non ha accettato l'abbandono dell'alleanza di centro-sinistra, ad esempio la sezione di Ravenna diede vita all'Associazione Azione Civica che agisce nell'alveo del Partito Democratico, mentre altri gruppi in particolare dell'Emilia e del Veneto hanno dato vita all'Associazione Repubblica e Progresso più generalmente di supporto ai partiti del centro-sinistra. Il senatore Adriano Musi, presidente del Movimento, ha aderito al Partito Democratico.

### Verso la rinascita
Nel 2020, in seguito a scontri interni al Partito Repubblicano Italiano, riguardanti in particolare l'appoggio dato dal PRI al candidato di Fratelli d'Italia Francesco Acquaroli alle elezioni regionali nelle Marche, viene lanciata la rinascita del Movimento; il partito presenta quindi un proprio candidato (Graziano Fioretti, ex segretario della UIL Marche)  nella lista Mangialardi Presidente, a sostegno del candidato governatore del centrosinistra. Fioretti ottiene 652 preferenze, senza essere eletto. Niccolò Rinaldi, che era membro della Direzione Nazionale del PRI, in dissenso col partito appoggia la scelta del MRE aderendovi poco dopo e assumendo la posizione di presidente. Nel gennaio del 2021 Luciana Sbarbati, in risposta all'appello lanciato dal segretario del Partito Democratico, si esprime contro l'apertura di una crisi al buio. Il 28 aprile, in un incontro con il segretario del PD Enrico letta, viene stabilito un accordo di collaborazione politica.
Nel 2021 appoggia la candidata Amalia Bruni per le elezioni in Calabria in coalizione con Partito Democratico, Movimento 5 Stelle, Europa Verde, Partito Animalista Italiano ed altri. Nel 2022, a Jesi, la lista del MRE ottiene un consigliere comunale e un assessore, entrambe donne, risultando determinante alla riconquista del comune da parte del centro-sinistra. Al 5º congresso, tenutosi a Roma il 19 novembre 2022, Luciana Sbarbati è confermata segretaria nazionale e Niccolò Rinaldi presidente, oltre a registrare il rientro di Adriano Musi, Vincenzo graffa, Vittorio Dotti.

### Elezioni politiche del 2022 ed europee del 2024
In occasione delle elezioni politiche in Italia del 2022 il MRE aderisce alla lista Italia Democratica e Progressista.
In vista delle elezioni europee del 2024 firma invece un accordo di coalizione con Azione di Carlo Calenda. Anche alle regionali in Liguria di ottobre il MRE si presenta con Azione, all'interno della lista Patto Civico e Riformista per Orlando, senza entrare in consiglio.

## Struttura

### Segretario
- Luciana Sbarbati (2001–2011, dal 2020)

### Presidente
- Adriano Musi (2001–2010)
- Niccolò Rinaldi (dal 2020)

## Congressi nazionali
- I congresso nazionale: Roma, 29 marzo-30 marzo 2003
- II congresso nazionale: Roma, 21 ottobre-22 ottobre 2006
- III congresso nazionale: Roma, 28 febbraio-1º marzo 2009
- V congresso nazionale: Roma, 19 novembre 2022

## Risultati elettorali
| Elezione       | Elezione                | Voti                      | %                         | Seggi   |
| -------------- | ----------------------- | ------------------------- | ------------------------- | ------- |
| Politiche 2001 | Camera                  | 7.997                     | 0,02                      | 0 / 630 |
| Europee 2004   | nell'Ulivo              | 1 / 78                    |                           |         |
| Politiche 2006 | Camera                  | nell'Ulivo                | 1 / 630                   |         |
| Senato         | 51.219                  | 0,15                      | 0 / 315                   |         |
| Politiche 2008 | Camera                  | nel Partito Democratico   | 0 / 630                   |         |
| Senato         | nel Partito Democratico | 2 / 315                   |                           |         |
| Politiche 2022 | Camera                  | in PD-IDP                 | in PD-IDP                 | 0 / 400 |
| Politiche 2022 | Senato                  | in PD-IDP                 | in PD-IDP                 | 0 / 200 |
| Europee 2024   | Europee 2024            | in Azione - Siamo Europei | in Azione - Siamo Europei | 0 / 76  |